# Bumiroso
Bumiroso is een bestuurslaag in het regentschap Wonosobo van de provincie Midden-Java, Indonesië. Bumiroso telt 2911 inwoners (volkstelling 2010).